# Jorge Azevedo (Badminton)
Jorge Azevedo (* 10. Juni 1963) ist ein portugiesischer Badmintonspieler. 

## Karriere
Jorge Azevedo wurde 1982 erstmals nationaler Meister in Portugal. Weitere Titelgewinne folgten 1983, 1984 und 1988. 1982 und 1983 siegte er bei den Spanish International.

## Sportliche Erfolge
| Saison | Veranstaltung                   | Disziplin    | Platz | Name                               |
| ------ | ------------------------------- | ------------ | ----- | ---------------------------------- |
| 1982   | Spanish International           | Herreneinzel | 1     | Jorge Azevedo                      |
| 1982   | Portugal: Einzelmeisterschaften | Herrendoppel | 1     | Diamantino Pereira / Jorge Azevedo |
| 1983   | Spanish International           | Herrendoppel | 1     | Jorge Azevedo / Diamantino Pereira |
| 1983   | Portugal: Einzelmeisterschaften | Herrendoppel | 1     | Diamantino Pereira / Jorge Azevedo |
| 1984   | Portugal: Einzelmeisterschaften | Herreneinzel | 1     | Jorge Azevedo                      |
| 1984   | Portugal: Einzelmeisterschaften | Herrendoppel | 1     | Diamantino Pereira / Jorge Azevedo |
| 1988   | Portugal: Einzelmeisterschaften | Herreneinzel | 1     | Jorge Azevedo                      |
| 1988   | Portugal: Einzelmeisterschaften | Herrendoppel | 1     | Jorge Azevedo / Diamantino Pereira |